# 徳永寿昌
徳永 寿昌（とくなが ながまさ）は、戦国時代から江戸時代前期にかけての武将、大名。美濃高須藩初代藩主。

## 生涯
天文18年（1549年）、近江国徳永村に徳永昌利の子として生まれた。
はじめ柴田勝家の養子の柴田勝豊に仕えた。天正11年（1583年）、柴田氏と羽柴氏が争った賤ヶ岳の戦いでは、直前に近江長浜城をもって勝豊が羽柴秀吉に下ったため、羽柴方となるが、勝豊の病気療養に従って上京していたので、戦いそのものには参加しなかった。勝豊が病死した後は、秀吉の直臣となった。
天正12年（1584年）、小牧の戦いでは、秀吉の美濃尾張進撃に従軍した。
時期ははっきりしないが、後に豊臣秀次の附家老となり、尾張国丹羽郡と美濃国松木島の内に2万石を与えられ、美濃高松城（松ノ木城）主となった。ついで美濃で1万石を加増され、併せて3万石の知行となった。
秀次所領の、近江能登川の用水を整備した記録が残る。
文禄2年（1593年）8月25日、秀吉の命令で、朝鮮慶尚道金海に赴いて鍋島直茂の在陣の労をねぎらった。
文禄4年（1595年）4月12日、秀次が寿昌の京都の邸宅に泊まった。
7月、秀次切腹事件には連座せず、むしろ秀次の罪状を並べ立てたと伝わる。
『太閤記』によれば、秀次の処刑後、丹波亀山城に軟禁されていた秀次の妻子は、7月29日、（前述の同じ）寿昌の京都の邸宅に移され、8月2日、処刑場に運ばれた。その後、寿昌は再び秀吉に直仕した。
慶長3年（1598年）8月18日に秀吉が亡くなると、25日、五大老の徳川家康と前田利家は秀吉の喪を秘密にして寿昌と宮城豊盛を朝鮮に派遣した。これら代官は慶長の役のために在陣していた日本軍諸将と協議して、明と講和し、無事に全軍を撤収した。帰朝後、秀吉の遺物吉光の刀を受領した。
慶長4年（1599年）、家康が伏見向島城に移ると、井伊直政・本多忠勝・榊原康政らと共に橋詰の番を務めた。8月、直政を奏者として家康に二心無き旨を誓う誓書を出して、名代から返書を貰った。
慶長5年（1600年）、会津征伐に従軍。関ヶ原の役では東軍に与したが、家康から金森長近と共に先に西上するように命じられ、左文字の薙刀を授かった。寿昌は嫡男・昌重を家康のもとに残して出発したが、武蔵国厚木の宿で、家康の使者・奥平貞治が来て、石田三成方に大坂表の妻子を人質に取られている大名は進退を心のまま自由にしていいと言われたので、恩義に感じて先手衆として忠誠を誓う旨の誓書を出し、さらに次男・昌成を領国より呼び寄せて、三河国吉田城の池田輝政に人質として預けた。8月17日、美濃国で東軍に属した今尾城の市橋長勝・赤目城の横井時泰と共に、西軍に属した丸毛兼利の拠る福束城を攻略し、兼利は大垣城に逃れた。19日、さらに西軍・高木盛兼の拠る高須城（高洲城）を謀略を使って陥れ、寿昌が同城に駐屯した。23日、東軍の軍監・井伊直政と本多忠勝は、寿昌・市橋長勝・横井時泰、高木貞友等を、美濃多芸郡駒野城に拠る西軍・池田秀氏（高祐）の攻撃に向かわせた。秀氏は籠城したが、寿昌は包囲して本戦終了後の9月16日に降伏させた。また、大津城に籠城する東軍の京極高次のもとに、三男・昌純を送って、近江国伊庭より船で鉄砲の弾薬を3度運ばせた。
戦後、徳川家臣の井伊直政や本多正信ら共に、関ヶ原の戦いで奮戦した諸大名の戦功を調べる役目を務めた。これらの戦功により美濃国で2万石を加増され、その後、尾張国に知行地を改めて、美濃国多芸郡・不破郡・石津郡、尾張国海西郡の4郡において併せて5万600石を領した。この時に居城を高須城に移し、高須藩初代藩主となった。
慶長17年（1612年）7月10日、高須で死去した。享年64。跡を長男の昌重が継いだ。